# Grumo Nevano
Grumo Nevano is een Italiaanse gemeente, onderdeel van de metropolitane stad Napels, wat voor 2015 nog de provincie Napels was (regio Campanië) en telt 18.926 inwoners (31-12-2004). De oppervlakte bedraagt 2,9 km², de bevolkingsdichtheid is 9442 inwoners per km².

San Tammaro
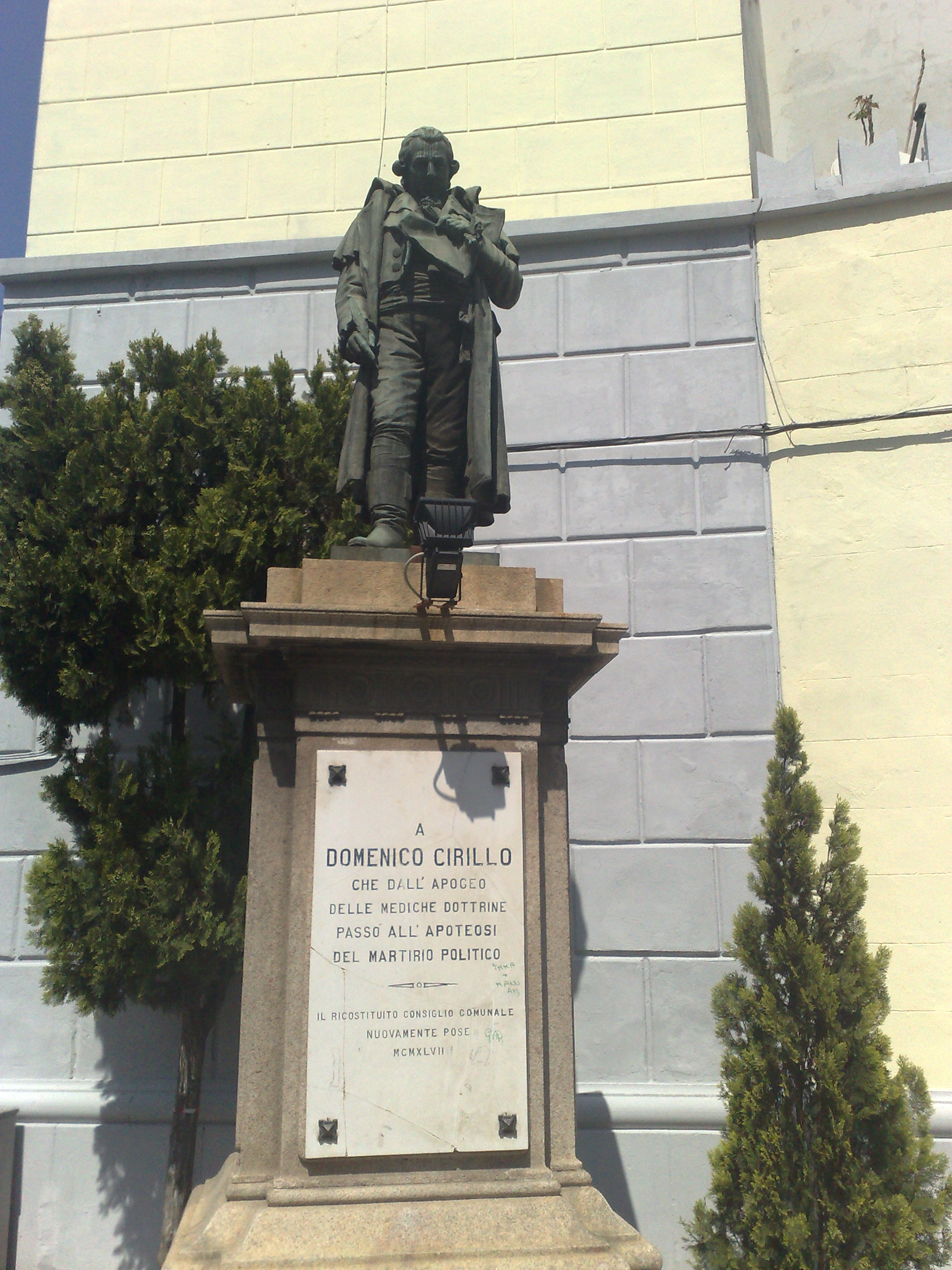
Standbeeld van Domenico Cirillo in Grumo Nevano

## Demografie
Grumo Nevano telt ongeveer 5839 huishoudens. Het aantal inwoners daalde in de periode 1991-2001 met 4,5% volgens cijfers uit de tienjaarlijkse volkstellingen van ISTAT.
| Jaar | Inwoneraantal |
| ---- | ------------- |
| 1991 | 19.524        |
| 2001 | 18.644        |

## Geografie
De gemeente ligt op ongeveer 53 m boven zeeniveau.
Grumo Nevano grenst aan de volgende gemeenten: Arzano, Casandrino, Frattamaggiore, Sant'Antimo, Sant'Arpino (CE).